# George Robertson, Baron Robertson of Port Ellen
George Islay MacNeill Robertson, Baron Robertson of Port Ellen KT, GCMG, FRSA, FRSE, PC, britanski politik, * 12. april 1946.
Po študiju ekonomije na Univerzi v Dundeeju je vstopil v politiko. Tako je bil šestkrat izvoljen v Parlament Združenega kraljestva, bil predsednik Laboristične stranke na Škotskem, postal član Privy Council, bil državni sekretar za obrambo Združenega kraljestva (1997-1999) in generalni sekretar Nata (1999-2004).